# 金字牌站
金字牌站是皖赣铁路的一个车站，位于安徽省黄山市祁门县金字牌镇。车站距芜湖站303公里，距贵溪站247公里。车站办理列车通过、会让业务，不办理客货运业务，现由上海铁路局芜湖车务段管辖。

## 概要
车站于1982年10月1日开始临管运输，1984年5月31日随皖赣铁路正式开通运营。车站对外交通不便，公共交通难以直达车站。车站职工除了乘休息时前往乡里购买食品外，还在车站附近荒地里开荒种菜以及养殖家禽以补贴基本生活需要。
目前金字牌站共有11名职工，办理列车通过、会让业务和通勤列车旅客乘降业务，不办理客货运业务。每日车站有一对来往黄山和倒湖的通勤列车停靠，供车站及沿线铁路职工使用。